# Puig Segaler
El Puig Segaler és una muntanya de 1.025 metres que es troba al municipi de Tavertet, a la comarca d'Osona.